# Fate/unlimited codes
『Fate/unlimited codes』（フェイト/アンリミテッドコード）は、TYPE-MOON原作の『Fate/stay night』を基にしたアーケード対戦格闘ゲーム。製作はカプコンとキャビア、開発はエイティング。2008年6月11日稼動開始。2008年12月18日に追加要素を加えたPlayStation 2版が発売、また2009年6月18日にはさらに追加要素を加えたPlayStation Portable版が発売された。

## 作品概要
対戦は一対一。グラフィックは3Dで表現されているが、システム面は2D対戦型格闘ゲームに近い。相手の攻撃を読み反撃に転じることのできる「リフレクトガード」、特定の条件下で一定時間パワーアップする「魔力開放」などのシステムが搭載されている。劇中の宝具も登場する。

## 登場キャラクター

### プレイヤーキャラクター
セイバー（Saber）
声 - 川澄綾子
キャッチコピーは「誇り高き騎士王」。
本作のバランスキャラクター。飛び道具は持たないが、素早く接近でき、ガードを揺さぶる連続技を持つ。リーチもそれなりに長く、コンボパターンも複雑なものは少ない。
別コスチュームに私服姿がある。
セイバー・リリィ
キャッチコピーは「可憐なる純白の騎士姫」。
PS2版では使用可能なセイバーの別コスチューム。限定版に付属するフィギュア（figma）と同じ衣装となっている。
本作では単なるコスチューム違いの扱いだが、2015年に配信が開始された『Fate/Grand Order』にて詳細なキャラクターが設定された。『Grand Order』ではセイバーが選定の剣を引き抜いたばかりの若い頃の姿とされ、台詞や声色などもセイバーと比べて幼くなっている。

衛宮士郎（えみや しろう）
声 - 杉山紀彰
キャッチコピーは「見習い魔術師」。
素手による格闘と、原作通りの投影術を駆使して戦う。
扱いやすく手数が豊富であり、飛び道具も充実していることから、セイバーに次ぐバランス型。ただし、素手ゆえにリーチが短い。
別コスチュームに制服姿がある。
アーチャー（Archer）
声 - 諏訪部順一
キャッチコピーは「錬鉄の英雄」。
手数に優れた小刀二刀流と、リーチの長い弓を使う、2種類のモードを切り替えて戦う。
モード切替による独特の動きが持ち味。コンボパターンも豊富で高い威力を誇る。
遠近両方において優秀な技を持つ。
また、唯一「詠唱」を持ち、6度の「詠唱」を終えるとBGMが変化する。さらにその後魔力開放をすると「固有結界」が発動して、背景が完全に変更されるなどの凝った演出がなされる。
PSP版では別コスチュームに上着を脱いだものがある。
遠坂凛（とおさか りん）
声 - 植田佳奈
キャッチコピーは「優雅なる名門魔術師」。
八極拳による圧倒的なラッシュ力と、宝石魔術による射撃戦が得意なキャラクター。
素早い動きとラッシュ力が特徴。3段ジャンプを備える。
各種宝石魔術は1ラウンド20回までの使用制限があるが、その分相手を足止めする効力が高い。
別コスチュームに制服姿がある。
ランサー（Lancer）
声 - 神奈延年
キャッチコピーは「疾風の蒼き槍兵」。
リーチのある槍による牽制戦重視のキャラクター。
リーチのある技だけでなく、突進技による奇襲や小技による小回りなども充実している。
PSP版では別コスチュームにアロハシャツがある。
ライダー（Rider）
声 - 浅川悠
キャッチコピーは「妖艶なる黒き蛇」。
素早い体術と鎖による捕縛や、画面全てがリーチとも言える奇襲に長けたキャラクター。奇襲だけでなく接近戦も得意。
魔力開放により、相手の自由落下などを含む動作が遅くなる。
PSP版では別コスチュームに私服姿がある。
バーサーカー（Berserker）
声 - サウンドエフェクト
キャッチコピーは「怒涛の破壊者」。
巨大な体躯以上に長いリーチと防御力を持ったキャラクター。リーチの割りに機敏な動きもできる。
唯一2段ジャンプが使えない。
アサシン（Assassin）
声 - 三木眞一郎
キャッチコピー「無名の侍士」。
リーチの長い剣術をメインに戦う中距離牽制重視キャラクター。
圧倒的なリーチの他、固めや回り込み、軸移動対策などに優れている反面、技が全般的に大振り。
ギルガメッシュ（Gilgamesh）
声 - 関智一
キャッチコピーは「最古の英雄王」。
アーチャーと同じく、接近戦に優れる「エア」とリーチの長い「バビロン」の、2種類のモードを切り替えて戦うキャラクター。
「エア」時は剣術によるラッシュやガード崩しが、「バビロン」時はリーチの長さで制圧する能力が高い。
PS2版では私服姿のコスチュームも使用可能。
キャスター（Caster）
声 - 田中敦子
キャッチコピー「神代の魔術師」。
魔術を用いて闘う遠距離戦に優れたキャラクター。
相手を捕縛したり、魔力の使用を制限したりなど、バリエーションに富んだ飛び道具で撹乱する。
PSP版では別コスチュームでローブを取った物がある。

### 隠しキャラクター
アーケード版では2008年6月27日に綺礼、7月26日に桜、8月25日にルヴィアゼリッタがプレイヤーキャラクターとして使用が解禁されている。
言峰綺礼（ことみね きれい）
声：中田譲治

キャッチコピー「代行者」。
凛の師でもあることから、同じく八極拳を武器として戦う。
飛び道具のバリエーションは少ないが、パワフルかつトリッキーな連携技が導入されている。
間桐桜（まとう さくら）
声：下屋則子

キャッチコピー「マキリの杯」。
俗に言う「黒桜」の姿で登場する。
普段は服のように彼女を包んでいる触手を伸ばして、リーチの長い攻撃をするキャラクター。
ルヴィアゼリッタ・エーデルフェルト（Luviagelita Edelfelt）
声 - 伊藤静

キャッチコピー「淑女のフォークリフト」。
特定の条件を満たすことにより、対CPU戦のステージ3で乱入してくる。
凛とは異なり使用回数が無制限の宝石魔術と、多彩なプロレス技を駆使して戦う。
強力な打撃技と投げ技、特殊な構えからの派生技など、豊富な攻撃手段を持つ。

### PlayStation 2版追加キャラクター
バゼット・フラガ・マクレミッツ（Bazett Fraga McRemitz）
声：生天目仁美
キャッチコピー「繰り返す逆月の主」。
強力な格闘技とルーンの魔術による強化を得意とする。
超必殺技「斬り抉る戦神の剣（フラガラック）」はスピードが速く、カウンターを狙いやすい。
セイバーオルタ（Saber Alter）
声：川澄綾子
キャッチコピー「闇に染まりし暴君」。
リーゼリット（Leysritt）
声：宮川美保
キャッチコピー「“天の杯（ヘヴンズフィール）”の侍女」。
超重量のハルバードを操る。
ZEROランサー（Zero Lancer）
声 - 緑川光
キャッチコピー「忠誠なるフィアナの騎士」。
『Fate/Zero』に登場したランサー（ディルムッド・オディナ）。特定の条件を満たすことによって乱入してくる。なお、このキャラクターのみオリジナルのアーケードモードが存在しない。
超必殺技「必滅の黄薔薇（ゲイ・ボウ）」は相手のライフゲージの上限を与えたダメージ分だけ削ってゆき、同じく「破魔の紅薔薇（ゲイ・ジャルグ）」は追加入力が可能で一回ダメージを与えるごとに相手の魔力ゲージを100％削る。

### その他
イリヤスフィール・フォン・アインツベルン（Illyasviel von Einzbern）
声 - 門脇舞以
アーケードモードのストーリーパートやバーサーカーのデモ、PS2版でのMISSIONに登場。一部のMISSIONでは非戦闘キャラクターとして使用可能。
エンディングでは、画面端から迫ってくる敵の攻撃を「リフレクトガード」で防ぐミニゲームのプレイヤーキャラクターとして登場。
葛木宗一郎（くずき そういちろう）
声 - 石塚運昇
アーケードモードのストーリーパートのみの登場。原作ではマスターとして戦闘しているが、今作では使用キャラクターとしては登場していない。

## PlayStation 2版
新キャラクター、新ステージを追加したPlayStation 2移植版が2008年12月18日に発売され、日本のカプコン最後のPlayStation 2用ソフトとして発売された。

### 主題歌
code（2008年10月22日発売）
歌：タイナカサチ　作詞：松村龍二　作曲・編曲：板垣祐介

### 追加要素
チュートリアルモード
ゲームのチュートリアルを実際にプレイして行うモード。
プラクティスモード
フリーの練習モード。
ミッションモード
キャラクターごとの課題を達成していくモード。中には2対1の対戦や、ミニゲームも含まれる。
エクストラモード
ゲーム中で使用される画像や動画を閲覧できる。

### SP-BOX
通常版の他に以下のグッズが同梱された限定版も同時発売。
- figma SP 004 セイバー・リリィ

### 関連商品
ジョイスティック（2008年12月18日発売）
PS2版対応のオフィシャルジョイスティック。数量限定生産。アーケード版同様の仕様になっている。天面は「セイバー」のイラストが描かれている。

## PlayStation Portable版
追加要素を収録したPlayStation Portable版『Fate/unlimited codes PORTABLE』（フェイト/アンリミテッドコード ポータブル）が2009年6月18日に発売。ハードの変更に合わせてコマンドが大幅に変更されているほか、新システムとして「リフレクトダッシュ」が追加される。また、一部キャラクターに追加コスチュームがある。無線LANを利用して通信対戦が可能。初回生産分にはセイバー・リリィの『ヴァイスシュヴァルツ』のカードが同梱されている。

### 限定版
通常版と同時に各種限定版が発売され、その販売元限定生産となっている。下記の同梱品が付属している。
Extended edition
カプコンのオフィシャルショップ「e-CAPCOM」限定販売。
Fate/unlimited codes ARTWORKS
『Fate/unlimited codes』の版権絵が収録されている小冊子。

Deluxe edition
Amazon.co.jp限定発売。
ピンズコレクション
操作キャラクター絵柄のピンズ18種と専用ボックス。
スキルカード
操作キャラクターのビジュアルとコマンドリストが記載されたカード17種と、ビジュアルのみのカード3種の計20種。
描き下ろしマウスパッド
「セイバー・リリィ」の描き下ろし絵柄のマウスパッド。

Collectors Edition
ソフマップ限定発売。予約特典として「セイバー・リリィ」の描き下ろし絵柄のテレホンカードも同梱される。
布製特大ポスター。
「セイバー・リリィ」の描き下ろし絵柄。
パスケース
クリアカード
17種と3種の計20種。